# بانوی اول

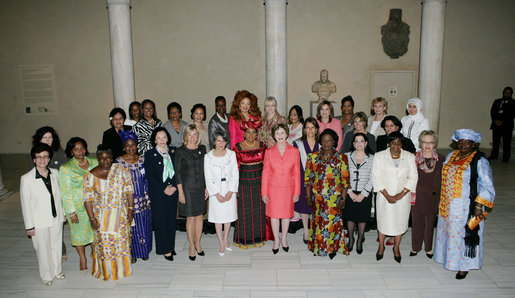
بانوان اول ۳۶ کشور جهان که در موزه متروپولیتن نیویورک گرد هم آمدند.

بانوی نخست (انگلیسی: First Lady)، عنوانی غیررسمی است که در برخی کشور‌ها به همسر رئیس دولت داده می‌شود. این واژه معمولاً برای همسر نخست‌وزیر به کار نمی‌رود.
آقای نخست (انگلیسی: First Gentleman) واژه‌ای برابر بانوی اول است که زمانی استفاده می‌شود که همسر رئیس دولت، یک مرد باشد. در ایالات متحده آمریکا، به شوهران فرماندارها، آقای اول گفته می‌شود.

## پیدایش
واژهٔ «بانوی نخست» برای نخستین بار به وسیلهٔ دوازدهمین رئیس‌جمهور ایالات متحده آمریکا، زکری تیلور، در سال ۱۸۴۹ به کار رفت. وی در مراسم خاکسپاری همسرش، دالی مدیسن، برای توصیف او این واژه را به کار برد.